# The Young Bucks
The Young Bucks, ook bekend als Generation Me is een professioneel worsteltag-team die bekend staan uit Matthew and Nicholas Massie en beter bekend onder de ringnamen Matt en Nick Jackson. De tag team is actief in All Elite Wrestling (AEW) waar hun 1 keer en huidig het AEW World Tag Team Championsip hebben gewonnen. Buiten dat zijn de twee ook Executive Vice Presidents voor AEW.
The Young Bucks waren vooral bekend in New Japan Pro Wrestling (NJPW) en Ring Of Honor (ROH). De tag team was lid van de Bullet Club na een "civil war" in 2018. The Bucks worstelde onder meer in onafhankelijke worstelpromoties zoals Pro Wrestling Guerrilla (PWG). En worstelde ook voor Total Nonstop Action Wrestling (TNA) as Generation Me met ringnamen Max en Jeremy Buck. In het onafhankelijke circuit hadden ze vrijwel veel kampioenschappen gewonnen inclusief  4 keer het PWG World Tag Team Championship en waren ze de enige tag team dat de PWG's annual Dynamite Duumvirate Tag Team Title Tournament 3 keer hadden gewonnen in 2009, 2011 en 2013.
Ze hebben 7 keer het  IWGP Junior Heavyweight Tag Team Championship gewonnen, 3 keer het ROH World Tag Team Championship gewonnen, 3 keer het  NEVER Openweight 6-Man Tag Team Championship gewonnen (2 keer met The Elite teammate Kenny Omega, and once with Marty Scurll), 3 keer het ROH World Six-Man Tag Team Championship gewonnen (eerste keer met Elite teammate Adam "Hangman" Page, en tweede keer met Cody). En daarnaast hebben ze 1 keer  IWGP, AEW, and AAA World Tag Team Championships gewonnen. Tussen AEW, ROH, NJPW en AAA, hebben ze zes World Tag Team Championships, zeven Jr. Heavyweight Tag Team Championships en vijf Six-Man Tag Team Championships (met verschillende stal genoten) gewonnen.

## In worstelen
- Finishers
  - Double or stereo superkicks naar één of twee opponenten respectievelijk
  - Double rope hung DDT – TNA
  - More Bang for Your Buck (Matt) gevolgd door een 450° splash (Nick) gevolgd door een moonsault (Matt)
- Signature moves
  - Aided dropkick
  - Corkscrew neckbreaker by Matt onto Nick's knee
  - Crazy Dive
  - Matt powerbombs an opponent into the knees of Nick, who is seated on the top rope
  - N'Sync
  - Springboard splash (Nick) / standing moonsault (Matt) combinatie
  - Stereo 450° splashes
  - Stereo dropkicks
- Bijnamen
  - "Mr. Instant Replay" (Matt)
  - "Slick Nick" (Nick)
- Entree theme
  - "MMMBop" van Hanson

## Kampioenschappen en prestaties
- All Elite Wrestling
  - AEW World Tag Team Championship (1 keer, huidig)
- Alternative Wrestling Show
  - AWS Tag Team Championship (1 keer)
- Chikara
  - Campeonatos de Parejas (1 keer)
- DDT Pro-Wrestling
  - Ironman Heavymetalweight Championship (1 keer)
- Demand Lucha
  - Royal Canadian Tag Team Championship (1 keer)
- Dragon Gate USA
  - Open the United Gate Championship (1 keer)
- Empire Wrestling Federation
  - EWF Tag Team Championship (1 keer)
- Family Wrestling Entertainment
  - FWE Tag Team Championship (1 keer)
- Future Stars of Wrestling
  - FSW Tag Team Championship (1 keer)
- High Risk Wrestling
  - Sole Survivor Tournament (2006) – Nick Jackson
- House of Glory
  - HOG Tag Team Championship (1 keer)
  - HOG Tag Team Championship Toernooi (2013)
- Insane Wrestling League
  - IWL Tag Team Championship (3 keer)
- Lucha Libre AAA Worldwide
  - AAA World Tag Team Championship (1 keer)
- New Japan Pro Wrestling
  - IWGP Junior Heavyweight Tag Team Championship (7 keer)
  - IWGP Tag Team Championship (1 keer)
  - NEVER Openweight 6-Man Tag Team Championship (3 keer) - 2 keer met Kenny Omega en 1 keer met Martin Scurll
  - Super Jr. Tag Toernooi (2013)
- Pro Wrestling Destination
  - PWD Tag Team Championship (1 keer)
- Pro Wrestling Guerrilla
  - PWG World Tag Team Championship (4 keer)
  - Dynamite Duumvirate Tag Team Title Tournament (2009, 2011, 2013)
- Pro Wrestling Illustrated
  - PWI rangeerde Matt Jackson #116 van de top 500 singles worstelaars in de PWI 500 in 2010
  - PWI rangeerde Nick Jackson #119 van de top 500 singles worstelaars in de PWI 500 in 2010
  - Tag Team of the Year (2017 en 2018)
- Ring Of Honor
  - ROH World Six-Man Tag Team Championship (2 keer) - 1 keer met Adam Page en 1 keer met Cody
  - ROH World Tag Team Championship (3 keer)
  - Tag Team of the Year (2017)
- SoCal UNCENSORED Awards
  - Tag Team of the Year (2007 - 2009, 2014 - 2015)
  - Southern California Match of the Year (2011) vs. Kevin Steen and Super Dragon bij PWG Fear
  - Southern California Match of the Year (2012) vs. Future Shock (Adam Cole & Kyle O'Reilly) en Super Smash Bros. (Player Uno & Stupefied) bij PWG Threemendous
  - Southern California Match of the Year (2013) vs. DojoBros (Eddie Edwards & Roderick Strong) en Inner City Machine Guns (Rich Swann & Ricochet) bij PWG Ten
  - Southern California Match of the Year (2016) with Adam Cole vs. Matt Sydal, Ricochet and Will Ospreay at PWG Battle of Los Angeles
- World Series Wrestling
  - WSW Tag Team Championship (1 keer)
  - WSW Tag Team Title Toernooi (2018)
- Wrestling Observer Newsletter
  - Best Wrestling Maneuver (2009) More Bang for Your Buck
  - Best Wrestling Maneuver (2014)
  - Tag Team of the Year (2014–2018)
  - Tag Team of the Decade (2010s)